# السلطان الحسن بن سليمان
السلطان الحسن بن سليمان ، المعروف باسم "أبي المواهب"، كان حاكمًا لسلطنة كلوة، في تنزانيا الحالية، من عام 1310 حتى عام 1333. واسمه الكامل هو أبو المظفر حسن أبي المواهب بن سليمان المطعون بن حسن بن طالوت المهدلي، وبيت المهدلي يمني الأصل. وكان أحد أكثر حكام كلوة ازدهارًا قبل الاحتلال البرتغالي، حيث عُرف بكرمه بالإضافة إلى برامجه العسكرية والاقتصادية والمعمارية.

## الألقاب
عُرف الحسن بن سليمان بتلقيبه ألقابًا متعددة أكدتها مصادر متعددة خلال فترة حكمه. وأشهر لقب أُطلق عليه هو "أبي المواهب" لكثرة مواهبه ومكارمه، وهو معروف من السرد الزمني لكلوة وشهد لهُ ابن بطوطة والعملات الذهبية المنسوبة إليه. ومن الألقاب الأخرى المعروفة جيدًا "الملك المنصور"، وهو معروف من نقش كبوة حسني ومؤكد على العملات الذهبية المخصصة له. كما لوحظت أيضًا على العملات الذهبية ألقاب أخرى غير موجودة في أي مكان آخر، "أشد الدين" و"ناصر الملة".

## النشأة
الحسن بن سليمان كان حفيدًا للحسن بن طالوت مؤسس سلالة المهدلي التي اغتصبت الحكم من الشيرازيين وحكمت كلوة. أُرسل في سن مبكرة للدراسة في عدن بينما كان جده لا يزال يحكم. أثناء الحج إلى مكة توفي والده الذي كان حاكمًا لكلوة آنذاك وكان الحسن بن سليمان التالي في ترتيب الحكم ولكن بسبب غيابه تسلم شقيقه داود بن سليمان السلطه لحين عودته.

## السلطة
وعندما عاد الحسن بن سليمان إلى كلوة بعد عامين من حكم داود، تنحى أخوه طواعيةً وفقًا لحقوق الخلافة. وبعد وفاته عام 1333، عاد داود إلى الحكم.

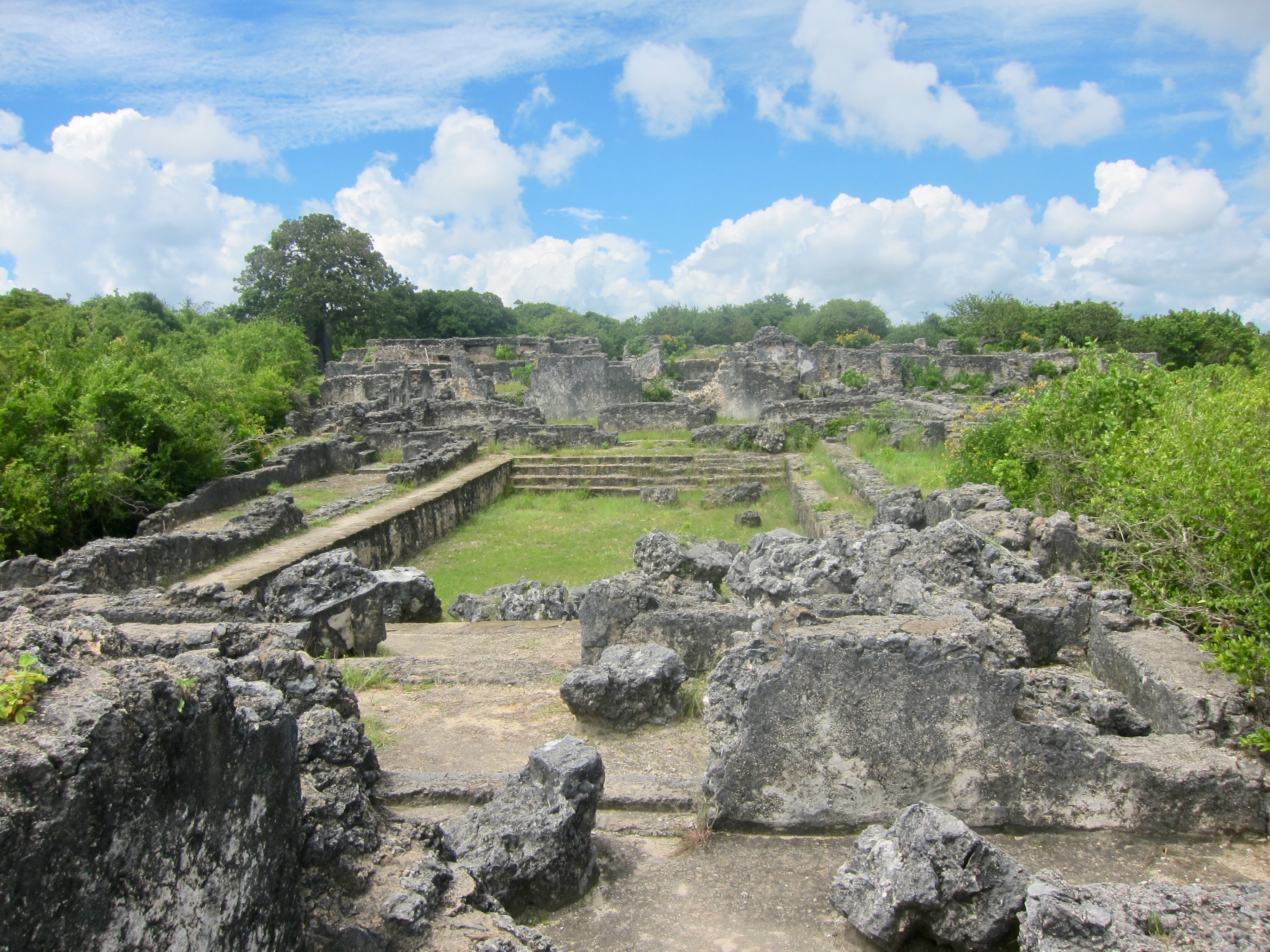
حصن قبة، الذي بني في عهد الحسن بن سليمان، لم يكتمل بناءه وتُخلي عنه بعد وفاة السلطان ولكنه ظل مؤثر في العمارة الكيلوانية المستقبلية.

تميز عهد الحسن بن سليمان بالازدهار، فقد واصل برنامج سك العملات النحاسية الذي بدأه جده وأنتج العديد من العملات التي استخدمت في التجارة المحلية والدولية. بالإضافة إلى ذلك، عُثر على 3 عملات ذهبية يرجع تاريخها إلى عشرينيات القرن الرابع عشر تنسب إليه، وهو الحاكم الوحيد المعروف في كلوة الذي سك العملات الذهبية. كلف الحسن بن سليمان ببناء حصن قبة الذي كان بمثابة قصر له وكان أيضًا مستودعًا ملكيًا ومركزًا تجاريًا على الرغم من أن البناء لم يكتمل خلال فترة حكمه. يحتوي الجانب الشمالي من القصر على نقش مخصص له، وهو أحد النقوش القلائل في المدينة والنقش الوحيد الذي يذكر اسم الحاكم. ومن المرجح أيضًا أنه أمر ببناء حصن ندوغو وتوسعة المسجد الكبير.
وكان الحسن بن سليمان حاكماً حين زار ابن بطوطة المنطقة، فسجل كرم السلطان تجاه الآخرين، وخاصة تجاه الزوار، حتى أنه شهد السلطان يعطي ثيابه لرجل فقير
.
عسكريًا، استعاد جزيرة مافيا التي كانت تقليديًا تحت سيطرة كلوة ولكنها ظلت تحت حكم سلالة الشيرازيين بعد تغلب المهدليين. كما ذكر ابن بطوطة أنه كان كثير الغزوات على البر الرئيسي الإفريقي لأخذ الغنائم وكان يخصص جزءًا كبيرًا من هذه المكاسب للتبرع بها للقادة الدينيين الذين يزورونه من الخارج
.

## إرثه
كان الحسن بن سليمان يُذكر في ذاكرة كلوة باعتباره أحد أعظم الحكام قبل الاحتلال البرتغالي، وكان نصيبه من تاريخ كلوة أكثر شمولاً. كان برنامجه المتعلق بالعملات المعدنية واسع النطاق لدرجة أن الحكام المستقبليين بعد داود لم يسكوا العملات المعدنية لبعض الوقت حيث استمروا في استخدام عملاته المعدنية وتركوها تتداول داخل اقتصادهم لمئات السنين بينما استخدمت عملاته الذهبية لتأكيد ثروة كلوة على نطاق دولي. كانت عملات الحسن بن سليمان متداولة في أماكن بعيدة مثل زيمبابوي العظمى وحتى أستراليا. كان غزوه لجزيرة مافيا مهمًا حيث كان يُنظر إليه تقليديًا على أنه يضفي الشرعية على سلالة مهدلي، وقيامه بالقضاء على الشيرازيين بالكامل وهو ما لم يفعله أسلافه وإعادة تأسيس سيادة كلوة على الجزيرة. على الرغم من أن حصن كوبوا لم يكتمل بنائه خلال حياته وتم التخلي عنه من بعده، إلا أن المبنى كان مهمًا في أدخال أنماط معمارية جديدة إلى كلوة بما في ذلك القباب والمباني المقوسة التي استمر استخدام هذه الأنماط في المنطقة لمدة 200 عام.